# 近地天体
- 阿波羅型小行星: 9,559 (49.7%)
- 阿莫爾型小行星: 8,120 (42.2%)
- 阿登型小行星: 1,411 (7.3%)
- 彗星: 107 (0.6%)
- 阿波希利型小行星: 31 (0.2%)

近地天體（英語：Near-Earth object，縮寫：NEO）是任何其軌道使它能接近地球的太陽系小天體。按照慣例，一個太陽系的天體最接近太陽的近日點小於1.3AU，就是近地天體。如果近地天體的軌道與地球軌道交叉，且該天體的直徑大於140（460英尺），則該天體就被視為 潜在威脅天體 （potentially hazardous object，PHO）。 絕大多數已知的潛在威脅天體和近地天體是小行星，只有一小部分是彗星 。
已知的近地天體超過25,000顆，超過100顆短週期彗星是近地彗星，許多繞太陽軌道運行足夠大的流星體，在撞擊地球之前也可以在太空中被追蹤到。現在人們普遍認為，過去的撞擊在塑造地球的地質和生物歷史方面起著重要作用。自1980年以來，因為人們對這一潛在危險有了更多的認識，近地天體越來越引起人們的關注。直徑為20（66英尺）的小行星可對在地環境和人類造成重大損害。更大的小行星穿過大氣層到達地球表面，如果它們撞擊到地面，就會形成隕石坑；如果它們撞擊海洋，就會形成海嘯。通過偏轉來避免小行星撞擊在原則上是可能的，目前正在研究可行方法。
有兩種指標，杜林危險指數和較為複雜的巴勒莫撞擊危險指數，根據已確定天體撞擊地球的概率和撞擊後果的嚴重程度，對近地天體造成的風險進行評級。一些近地天體被發現後，其杜林危險指數和巴勒莫撞擊危險指數的評級都暫時為正值；但截至截至2018年3月，基於更長觀測弧的更精確軌道計算，在所有情況下都導致平及降低至0或低於。
自1998年以來，美國、歐盟和其它國家都在掃描天空尋找近地天體，這項工作被稱為太空警衛。美國國會最初授權美國國家航空暨太空總署(NASA)對所有可能造成災難，直徑在1公里以上的近地天體都要造冊監看，計畫在2011年已經完成之前完成。至少已有90%足以造成全球災難，直徑至不少於1（3,300英尺）的近地天體完成編目。在後來幾年，調查工作得到了擴大，包括較小但有可能造成大規模（儘管不是全球性）的小天體。
許多近地天體具有類似地球的軌道，很容易成為太空船的目標，但近地天體因為質量低，表面重力也都很低。截至截至2019年1月，5顆近地彗星和5顆近地小行星已有太空船派訪過。在2010年，隼鳥一號已經將一顆近地天體的樣本送回地球，類似的任務還在進行中。私營的新創公司已經起草了商業小行星採礦的初步計畫。

## 定義

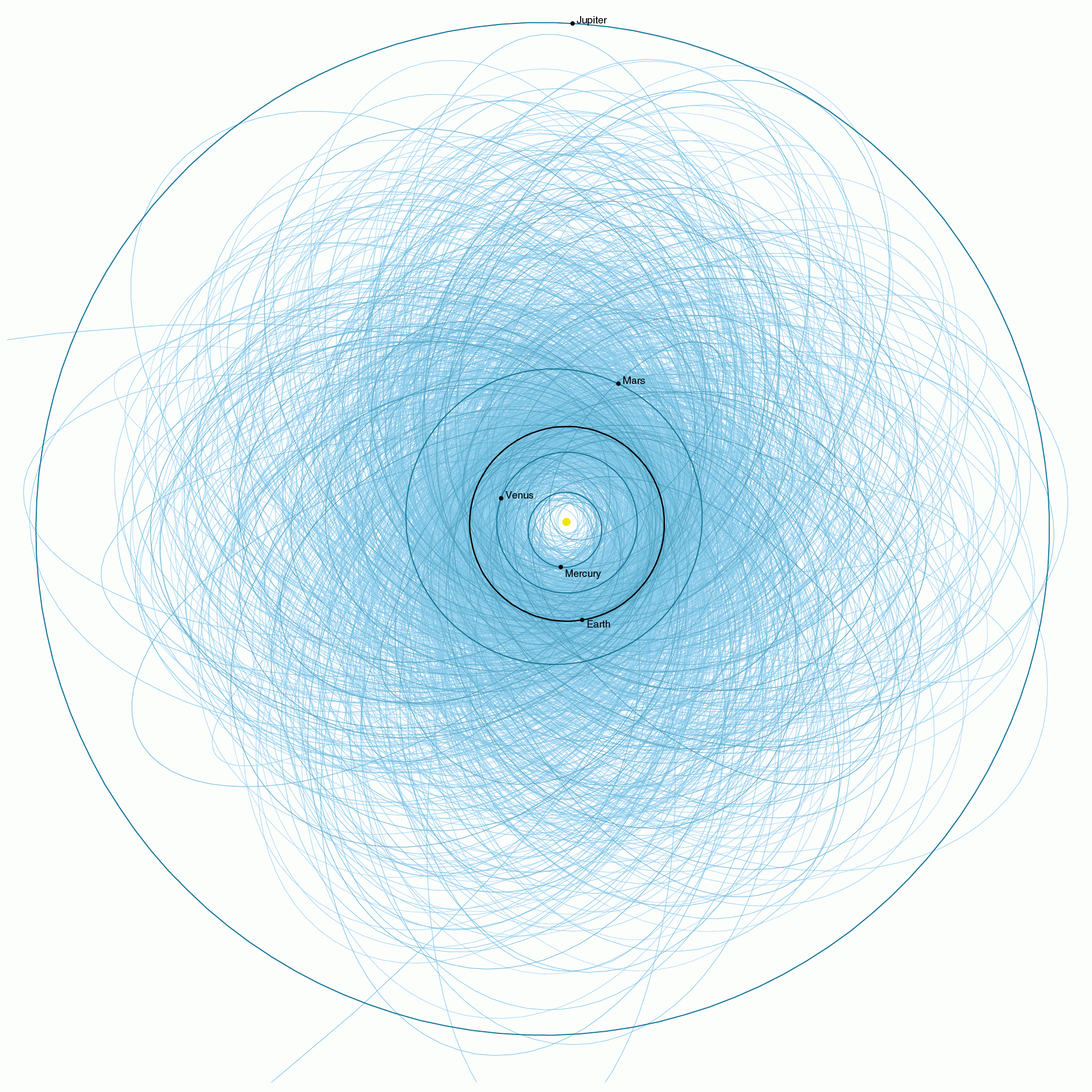
2013年初，已知潛在威脅小行星（大小超過460 ft，並在4.7 e6mi的距離內掠過地球軌道）的軌道圖 (替換圖像)。

近地天體在科技上和慣例上被定義其繞太陽的軌道有部分位於距離太陽0.983和1.3AU的太陽系小天體。因此，近地天體現時不一定很靠近地球，但它們有可能相對於接近地球。這個術語有時也會靈活的使用，例如用於繞地球軌道的物體或準衛星，而它們與地球的軌道關係更為複雜。
當一顆近地天體被探測到，與所有的太陽系小天體一樣，它的位置和亮度會提交給國際天文學聯合會（IAU）小行星中心（MPC）進行編目。小行星中心會建立和保存已確認的近地天體和潛在威脅天體的獨立清單。一些近地天體的軌道與地球的軌道相交，因此會造成碰撞的危機。如果這些天體的估計直徑超過140米，就會被視為潛在威脅天體（PHOs）。小行星中心為潛在威脅天體中的小行星建立和保留了一份單獨的清單。近地天體也由美國國家暨航空太空總署（NASA）和噴射推進實驗室（JPL）下的兩個獨立機構編目：和近地天體研究中心（Center for Near Earth Object Studies，CNEOS）和太陽系動力組（Solar System Dynamics Group）。
現時，潛在威脅小行星（PHAs）的定義是基於其接近地球的危險性和可能性相關的參數，以及估計其撞擊可能產生的後果。大多數具有距離地球0.05AU或更小的最小軌道相交距離（MOID）和絕對星等22.0或更亮的天體（大尺寸的粗略指示器）。  
不會接近地球的天體或絕對星等H比22.0星等（假設反射率為14%，及直徑大約小於140米（460英尺））更黯淡的小天體，不被視為潛在威脅小行星。NASA的近地天體目錄還包括小行星和彗星接近的距離（以月球距離，LD表示）。

## 人類認識近地天體的歷史

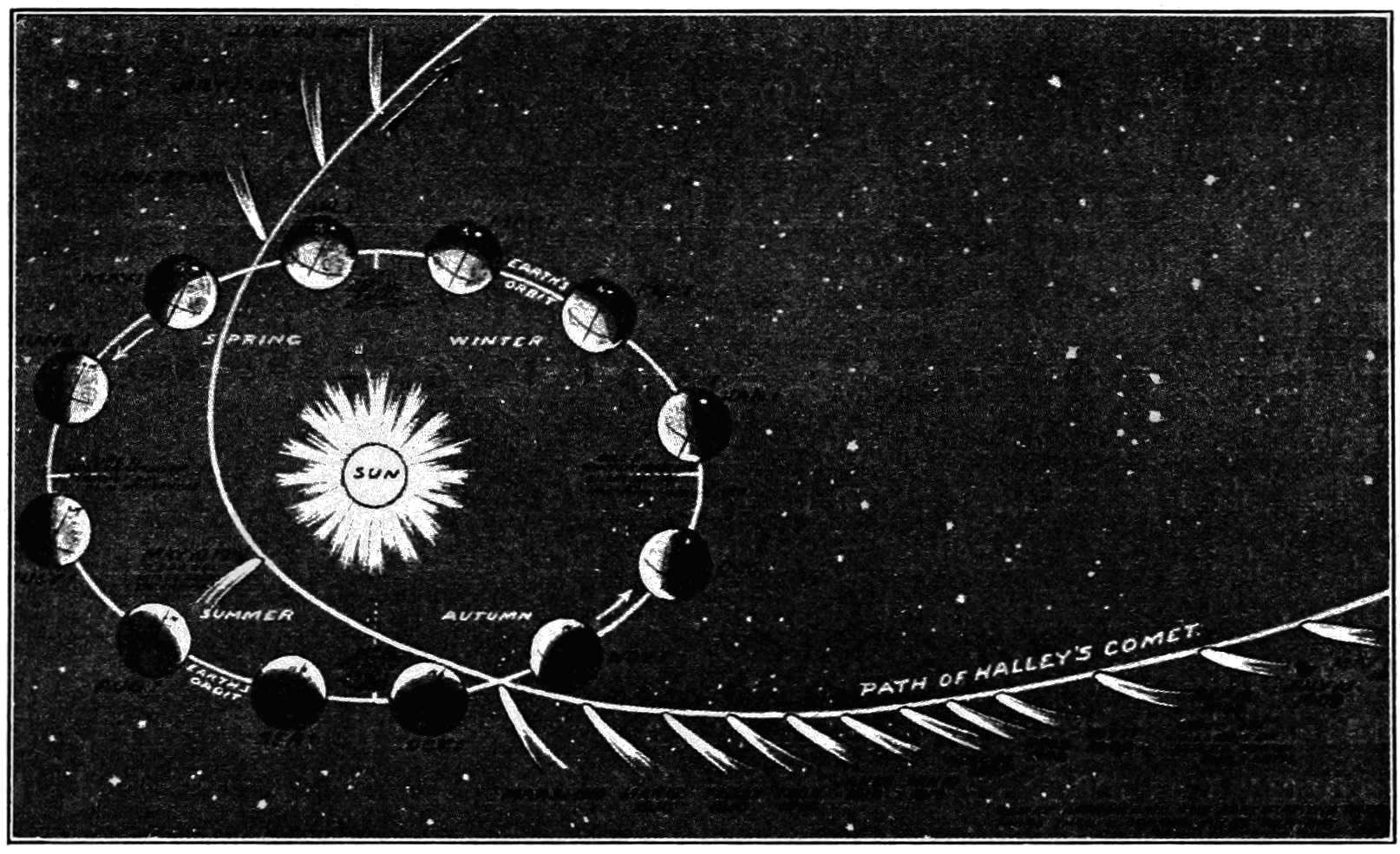
哈雷彗星於1910年的路徑圖。

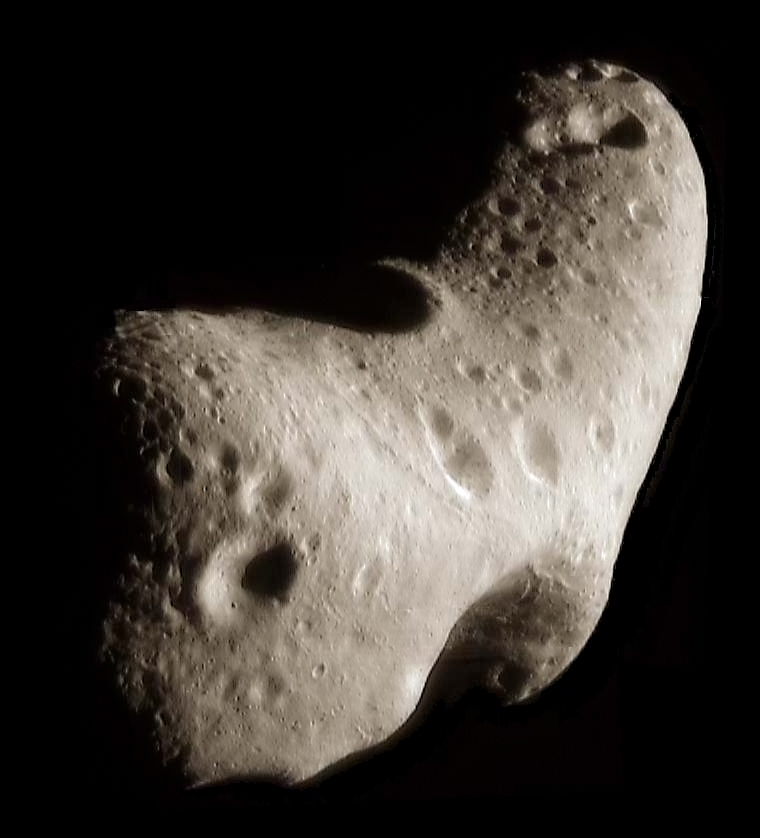
20世紀90年代，曾有太空船拜訪並登陸的小行星：(433) 愛神星。

人類最早觀測到的近地天體是彗星。早在1577年，第谷·布拉赫試圖通過視差量測彗星的距離，而他獲得該彗星與地球距離比地月距離更遠，它們在地球之外的性質才被確認；1705年愛德蒙·哈雷發表了它對一些彗星的軌道計算，認為一些彗星有週期回歸的性質，第一顆被確認的就是現在所謂的哈雷彗星 。1758年至1759年哈雷彗星的出現是預測的第一次彗星回歸。據說1770年的萊克賽爾彗星是第一顆被發現的近地天體。
第一顆被發現的近地小行星是1898年發現的愛神星。 主要是因為對這顆小行星軌道精確的量測，有助於確定當時還未能完全確知的地球與太陽距離，因此對愛神星進行了多次廣泛的觀測活動。
在1937年，發現小行星69230以兩倍於月球距離掠過地球。這顆小行星被認為對地球是一個威脅，然而它在被發現之後不久就追丟了；因此，當時尚不清楚它的軌道是否和地球碰撞。直到2003年，這顆小行星才被重新發現，現在知道至少在下一個世紀內，它都不會構成威脅。
在1968年6月14日，直徑1.4公里的小行星伊卡洛斯以0.042482 AU（6,355,200 km），或16倍的月球距離，掠過地球。在這一次的接近，伊卡洛斯成為第一顆使用雷達觀測的小行星。這次的測量是由海斯塔克天文台 和金石追蹤站共同執行。 伊卡洛斯是在1949年發現的，在這次接近的幾年前就已經預測了這次的接近，而在危言聳聽的新聞報導下，這次接近獲得公眾極大的關注。在它接近地球的前一年，麻省理工學院的學生發起了伊卡洛斯計畫，打算用火箭使小行星偏轉，以防它與地球相撞。媒體廣泛的報導伊卡洛斯計畫，因而並激發了1979年的災難電影《流星》的靈感。這部電影中，美國和蘇聯聯手炸毀了一顆被彗星撞擊，轉而朝向地球撞擊的小行星碎片。
在1989年3月23日，直徑300米（980英尺）的阿波羅小型行星(4581) Asclepius（1989 FC），以700,000 km（430,000 mi）的距離錯過地球。如果這顆小行星撞擊地球，它將造成有史以來最大的爆炸：相當於200億TNT當量。因為它是在最接近的接近之後才被發現的，因而它引起了廣泛的關注。
在1998年3月，對最近發現的小行星(35396) 1997 XF11的早期軌道計算表明，2028年有可能接近地球至0.00031 AU（46,000 km），小於月球軌道與地球的距離，並且有極低的可能性直接撞擊地球。但這個誤差的幅度頗大，追溯到之前的觀測弧重新計算之後，2028年接近的距離修正為0.0064 AU（960,000 km），並且不會撞擊地球。當時，關於潛在撞擊的不準確報導引起了媒體風暴。

截至2018年1月已知的近地天體
錄影帶(0:55; 錄製於2018年7月23日)

### 風險

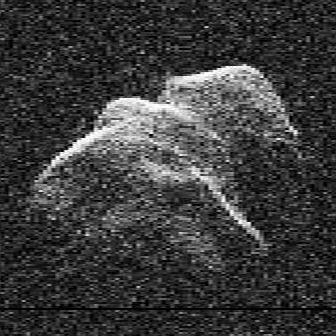
(4719) 杜塔提斯是曾在2004年9月以4倍月球距離掠過地球的潜在威脅天體，現時推算它與地球最接近的距離可以小到2.5月球距離。

從20世紀90年代開始，對尋找到的近地天體已經通過科學的概念，建立起評估風險的框架。在這個框架中，從人類社會的文化和科技兩方面來評估任何一個近地天體造成的風險。縱觀歷史，人類基於宗教、哲學或科學觀點以及人類應對此類風險的科技或經濟能力，將近地天體與不斷變化的風險聯系在一起。因此，近地天體被視為自然災害或戰爭的前兆；在一個不變的宇宙中無害的景觀；改變時代的災難源頭；或潜在的有毒煙霧（1910年地球穿過哈雷彗星尾部時）；還有最後一個，可能導致隕石坑形成的撞擊，甚至可能導致人類和地球上其它生命的滅絕。
近地彗星的災難性撞擊，可能在對其軌道理解的第一次軌道計算中，就得到了承認：1694年，埃德蒙·哈雷提出了一個理論，即在聖經中諾亞方舟的洪水是由彗星撞擊造成的。人類對近地小行星的科學觀察，在短短的時間內在感知認識經歷了起伏變化，從近地小行星作為人類社會良性迷戀的對象，成為人類感知具有高風險的殺手級天體。自20世紀80年代以來，科學家們已經認識到撞擊的威脅，撞擊產生的隕石坑比撞擊物體大得多，並對更廣闊的區域產生間接影響；之前有一種理論認為，6500萬年前的白堊紀-古近紀滅絕事件（恐龍滅絕）是由大型小行星撞擊引起的，已經得到證實。
1994年7月，在觀測到舒梅克－李維九號彗星的碎片撞擊木星後，廣大公眾對撞擊風險的認識有所提高。在1998年，彗星撞地球( Deep Impact )和世界末日(Armageddon)這兩部影片，普及了近地天體可能造成災難性撞擊的概念。就在同一時間，一個陰謀論產生了假想的2003年會發生尼比魯碰撞，之後撞擊的時間先延後至2012年，然後又延至2017年，而這種撞擊在網際網路上仍然繼續流竄。

#### 風險尺度
近地天體撞擊威脅的科學分類有兩種方案：
- 簡單的杜林危險指數，根據撞擊能量和概率的影響，使用0到10的整數對未來100年的風險影響進行評級[48][49]；
- 比較複雜的巴勒莫撞擊危險指數，該等級可為任何正或負的實數；這些評級的背景取決於撞擊頻率、撞擊概率和可能撞擊的時間[50]。

在這兩個指數上，任何可關注的風險都由大於零的值表示。

#### 風險程度
巴勒莫指數中大於"E"百萬噸的能量撞擊年度背景頻率估計為：
{\displaystyle f_{B}=0.03E^{-0.8}\;}
例如，這一公式意味著從現在起到下一次大於1百萬噸撞擊的時間期望值為33年，而且當撞擊發生時，其超過240萬噸的可能性為50%。此公式僅在一定範圍的"E"值內有效。
然而，另一篇論文——與巴勒莫指數所依據的論文同在2002年發表——發現了具有不同常數的幂律：
{\displaystyle f_{B}=0.00737E^{-0.9}\;}
對於給定的"E"，這個公式給出了相當低的比率。例如，它給出1000萬噸級或以上（如通古斯大爆炸）的火流星比率為為千年1次，而不是巴勒莫公式中的210年1次。然而，作者給出了一個相當大的不確定性（對於1000萬噸，每400到1800年一次），部分原因是確定他們確定使用的大氣撞擊能量時，存在不確定性。

#### 高評級風險
NASA維護一個自動化系統，用於評估未來100年內已知近地天體的威脅，該系統生成不斷更新的哨兵風險表
。隨著更多觀測的結果進入系統，所有或幾乎所有的天體最終都很可能從名單上剃除，從而减少不確定性，並實現更準確的軌道預測。
在2002年3月，(163132) 2002 CU11成為第一顆在杜林危險指數上暫時獲得正面評級的小行星：2049年撞擊的幾率約為9300分之一。新增的觀測結果將估計的撞擊風險降低到零，這顆小行星於2002年4月從哨兵風險表中删除。現在已知，在未來兩個世紀中，小行星2002 CU11將在2080年8月31日以0.00425 AU（636,000 km；395,000 mi）(近地點)的安全距離掠過地球。

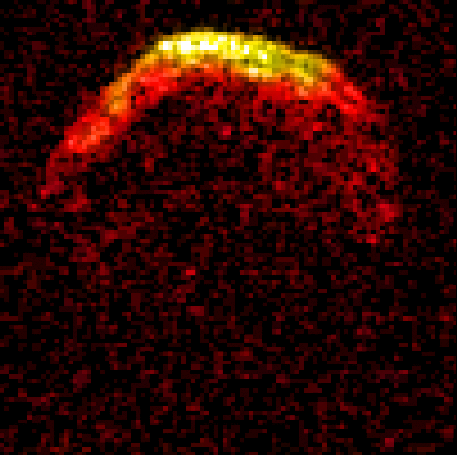
小行星的雷達影像

小行星(29075) 1950 DA在1950年被發現後失踪，因為僅有17天的觀測而不足以確定它的軌道；它於2000年12月31日被重新發現。它的直徑約為一公里（0.6英里）。在2001年的近距離接近中，它也被雷達觀測到，從而可以進行更精確的軌道計算。雖然這顆小行星至少在800年內不會撞擊，因此沒有杜林危險指數，但因為它是第一顆巴勒莫撞擊危險指數大於零的天體，仍在2002年4月被列入哨兵風險表。當時計算的撞擊概率最多是三百分之一，巴勒莫撞擊危險指數為+0.17，只比所有類似大小天體在2880年前的撞擊背景風險高50%。2012年，利用雷達觀測進一步减少了軌道計算中的不確定性，從而降低了撞擊的幾率。考慮到2015年之前的所有雷達和光學觀測，截至2018年3月撞擊概率評估僅為1/8300。相應的巴勒莫指標值−1.42，仍然是哨兵風險表上所有天體的最高值。
在2004年12月24日，370米（1,210英尺）的小行星(99942) 阿波菲斯 (之前的臨時名稱是2004 MN4)在杜林危險指數中被評級為4分，這是迄今為止給出的最高等級。因為當時轉換出的訊轉息為為在2029年4月13日星期五地球撞擊的概率為2.7%。到2004年12月28日，更多的觀測結果為2029年的接近產生了一個更小的不確定區域，使2029年的接近不再包括地球。因此，2029年的撞擊風險降至零，但隨後的潜在影響日期在杜林危險指標中仍被評級為1。在2006年8月，進一步觀察將2036年的風險降至杜林危險指數0級。在2021年，阿波菲斯被從哨兵風險表中除名。
2006年2月，由於預測小行星(144898) 2004 VD17在2102年5月4日會近距離接觸地球，所以杜林危險指數評級為級2。再進一步的觀測使預測變得越來越精確之後，2006年5月杜林危險指數評級降至1，2006年10月再降至0，這顆小行星於2008年2月完全從哨兵風險表中删除。
截至2021年，2010 RF12被列為撞擊地球幾率最高的小行星，機率為1/22，日期為在2095年9月5日。然而，這顆小行星的直徑僅為7米（23英尺），太小，不足以被視為潜在威脅天體，並且不會造成嚴重威脅：因此，可能發生2095年撞擊在巴勒莫撞擊危險指數的評級僅為−3.32。預期在2022年8月接近地球時的近距離觀測中，將確定這顆小行星是否會在2095年撞擊地球。

### 將威脅降到最低的專案

NEOWISE –從2013年12月開始，為期4年的資料(2018年4月20日製作的動畫)。

## 歷史上的撞擊事件

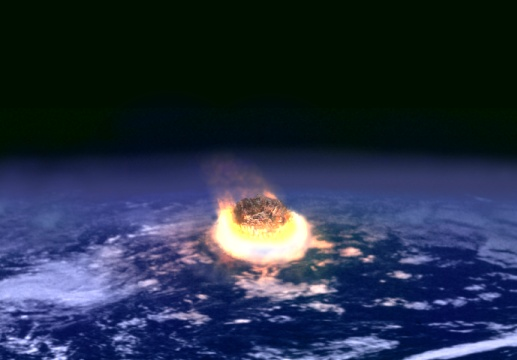
圖例是一顆直徑數公里小行星的撞擊。這種撞擊發生的頻率低於每一億年一次。

普遍被接受的阿爾瓦雷斯假說，解釋白堊紀-第三紀滅絕事件是大型天體的撞擊事件的結果，提高了穿越地球軌道的其它天體和與地球碰撞可能性的認知。

### 1908年通古斯事件
現在普遍認為1908年6月30日一顆石質小行星在通古斯的上空爆炸，釋放出超過1,000萬噸TNT的能量。據估計爆炸發生在8.5公里的高度上，物體的直徑在45-70米之間。

### 1979年船帆座事件
在1979年9月22日，在南大西洋和印度洋交界處附近記錄道一次可能是低能量的核子試爆事件，但起初被認為可能是外星物體撞擊的事件。此一事件稱為船帆座事件，是由美國為監測核子試爆而設置在軌道上的船帆座衛星記錄到的。這次警報導致多個組織進行了數年的調查，但最終還是不能確定爆炸是來自核武，或是非核武。

### 2002年東地中海事件
在2002年6月6日，一顆估計直徑10米的小天體撞擊了地球。這次撞擊發生在地中海，介於希臘和利比亞之間，大約在東經21°北緯34°處的半空中發生爆炸。釋放的能量估計在26,000噸黃色炸藥，相當於一個小型的核子武器。

### 2008年蘇丹事件
在2008年10月6日，科學家計算出一顆近地小行星，2008 TC3，將在10月7日0246UTC (當地時間5:46) ，發現後不久撞擊地球。這顆小行星如預期的抵達，這是第一次準確的預測到小行星撞擊地球。之後，在地球表面上尋獲數百顆的隕石碎片。因為此一事件發生在人煙稀少的地區，到目前為止，沒有任何已經提出的報告提到它所造成的影響。

### 2009年印度尼西亞事件
在2009年10月8日，一顆巨大的火球出現在印尼的波尼附近天空中。這個天體被認為是一顆直徑10米的小行星，估計這顆火球釋放出的能量為5萬噸黃色炸藥，或是2倍於廣島原子彈。沒有人員傷亡的報導。

### 2013年俄羅斯流星事件
在2013年2月15日，當流星體在俄羅斯的车里雅宾斯克上空爆炸後，造成了當地1,491人受傷。當地日出之際有著揮之不去越來越明亮的條紋出現，幾秒鐘之後，該物體達到最大強度，巨大的震波爆炸使得玻璃碎裂，並遮蓋過汽車防盜器的警報聲，隨後還伴隨著幾次小爆炸。

## 被遗漏的NEO

小行星2004 FH号的飞跃(画面中心).另外一个飞跃过的物体是一颗人造衛星

2004年3月18日，人们记录了一颗与近距离飞跃过地球的近地天体：小行星2004 FH，其直径大约30米（100英尺），从地球上方大约43000千米（26500英里）处飞过（约地月距离的十分之一）。从发现到接近地球最近距离时间短促，小行星2004 FH体积不是很大，天文学家在其飞跃3天前才发现了它。一个NEO可能带来全球灾难可能性的理论现在更让人信服了。
就在两周後的2004年3月31日，2004 FU162打破了2004 FH接近地球距离的记录，2004 FU162在地球上方仅6500千米（4000英里）處飞跃而过（约等於一個地球半徑）。其仅在飞跃前数小时被观测到——虽然2004 FU162大小小于10米（33英尺）。人们认为其如果撞击地球很可能会在大气层中就无害的分解。
大小小于这两颗的天体（有时是武断的）就被分类为流星体而非小行星了。